# Gare de Birmingham International
 (novembre 2021).
Si vous disposez d'ouvrages ou d'articles de référence ou si vous connaissez des sites web de qualité traitant du thème abordé ici, merci de compléter l'article en donnant les références utiles à sa vérifiabilité et en les liant à la section « Notes et références ».
La gare de Birmingham International est une gare ferroviaire desservant l'aéroport de Birmingham, au Royaume-Uni.

## Histoire
Cette gare a été dessinée par l'architecte Ray Moorcroft et ouverte le 26 janvier 1976.